# Jim Keltner
James Lee "Jim" Keltner (Tulsa, 27 de abril de 1942) é um baterista de sessão, mais conhecido por seu trabalho nos álbuns solo de George Harrison, John Lennon e Ringo Starr. Entre inúmeros outros nomes célebres do rock, gravou também com Roy Orbison, Jerry Garcia, Eric Clapton, Joe Cocker, Rolling Stones, Bob Dylan, Brian Wilson, Neil Young, Elvis Costello, Pink Floyd e Alice Cooper.